# Byhalia
Byhalia – miasto w Stanach Zjednoczonych, w stanie Missisipi, w hrabstwie Marshall.